# Ursula Andkjær Olsen
Ursula Andkjær Olsen (født 28. november 1970 i København) er en dansk forfatter og digter. Hun er cand.mag. i musikvidenskab og filosofi og uddannet fra Forfatterskolen 1999. Fra 1995 til 2000 virkede Ursula Andkjær Olsen som anmelder af klassisk musik på Berlingske Tidende. Fra 2019 til 2023 virkede Ursula Andkjær Olsen som rektor på Forfatterskolen i København.

## Udgivelser
Poesi
- Lulus sange og taler, Arena/Lindhardt og Ringhof 2000 (stemmer)
- Atlas over huller i verden, Gyldendal 2003 (digte og prosalyrik)
- Ægteskabet mellem vejen og udvejen, Gyldendal 2005 (digte)
- Skønheden hænger på træerne, Gyldendal 2006 (digte)
- Havet er en scene, Gyldendal, 2008 (digtsamling)
- Have og helvede. Gyldendal, 2010 (digtsamling, med illustrationer af hendes søster Julie Andkjær Olsen)
- SAMLET. Gyldendal 2011 (Poesi 2000-10)
- Det 3. årtusindes hjerte. Gyldendal 2012 (digtsamling)
- Den bedste af alle verdener. Korridor, 2014
- Udgående fartøj. Gyldendal, 2015 (digte)
- Vi rus salve. Gyldendal, 2016 (digt)
- Krisehæfterne: Pandora Blue Box, Atlantissyndromet. Gyldendal, 2017 (roman + spejl)
- Mit smykkeskrin. Gyldendal, 2020 (digte), nomineret til Nordisk Råds litteraturpris 2021
- Morgenkåber. Det aarhusianske forlag Herman & Frudit, 2021 (digte)

Musikteater
- Miki Alone. Den Anden Opera, København 2002
- Kunsten at vælge. Limfjordsteatret, Nykøbing Mors 2006
- TECHNI. Edison Scenen, København 2012

Musikteori
- Ny musik efter 1945. Systime 2001 (skrevet sammen med Palle Andkjær Olsen)
- Hver med sit næb. Gyldendal 2004 (om komponisten Pelle Gudmundsen-Holmgreen)

## Hæder
- 2000 - Madame Hollatz' Legat
- 2001 - Carlsbergs idélegat
- 2004 - Præmiering fra Statens Kunstfond for Atlas over huller i verden
- 2004 - Statens Kunstfonds treårige arbejdsstipendium
- 2006 - Dan Turèll Prisen
- 2006 - Ole Wahls Legat
- 2007 - Edvard Pedersens Biblioteksfonds Forfatterpris
- 2009 – Præmiering fra Statens Kunstfond for Havet er en scene
- 2010 - Det anckerske Legat
- 2010 - Det Danske Akademis Otto Gelsted pris
- 2011 – Holberg-medaljen
- 2012 - Montanas Litteraturpris